# Туррет-Леванс (кантон)
Турре́т-Лева́нс (фр. Canton de Tourrette-Levens) — кантон на юго-востоке Франции в регионе Прованс — Альпы — Лазурный Берег, департамент Приморские Альпы, округ Ницца. Кантон был создан 22 марта 2015 года и включает в себя 28 коммун.

## История
Кантон Туррет-Леванс — новая единица административно-территориального деления Франции (департамент Приморские Альпы, округ Грас), созданная декретом от 24 февраля 2014 года после упразднения семи кантонов: Лантоск, Левенс, Ницца-13, Рокбийер, Сен-Совёр-сюр-Тине, Сен-Мартен-Везюби и Сент-Этьен-де-Тине. Новая норма административного деления вступила в силу на первых региональных (территориальных) выборах (новый тип выборов во Франции). Таким образом, единые территориальные выборы заменяют два вида голосования, существовавших до сих пор: региональные выборы и кантональные выборы (выборы генеральных советников). Первые выборы такого типа, на которых избирают одновременно и региональных советников (членов парламентов французских регионов) и генеральных советников (членов парламентов французских департаментов) состоялись в коммуне Туррет-Леванс 22 марта 2015 года. Эта дата официально считается датой создания нового кантона. Начиная с этих выборов, советники избираются по смешанной системе (мажоритарной и пропорциональной). Избиратели каждого кантона выбирают Совет департамента (новое название генерального Совета): двух советников разного пола. Этот новый механизм голосования потребовал перераспределения коммун по кантонам, количество которых в департаменте уменьшилось вдвое с округлением итоговой величины вверх до нечётного числа в соответствии с условиями минимального порога, определённого статьёй 4 закона от 17 мая 2013 года. В результате пересмотра общее количество кантонов департамента Приморские Альпы в 2015 году уменьшилось с 52-х до 27-ти.
Советники департаментов избираются сроком на 6 лет. Выборы территориальных и генеральных советников проводят по смешанной системе: 80 % мест распределяется по мажоритарной системе и 20 % — по пропорциональной системе на основе списка департаментов. В соответствии с действующей во Франции избирательной системой для победы на выборах кандидату в первом туре необходимо получить абсолютное большинство голосов (то есть больше половины голосов из числа не менее 25 % зарегистрированных избирателей). В случае, когда по результатам первого тура ни один кандидат не набирает абсолютного большинства голосов, проводится второй тур голосования. К участию во втором туре допускаются только те кандидаты, которые в первом туре получили поддержку не менее 12,5 % от зарегистрированных и проголосовавших «за» избирателей. При этом, для победы во втором туре выборов достаточно простого большинства (побеждает кандидат, набравший наибольшее число голосов).

## Консулы кантона
После реформы 2015 года консулов избирают парами:
| Консулы кантона после реформы 2015 года: | Консулы кантона после реформы 2015 года: | Консулы кантона после реформы 2015 года: | Консулы кантона после реформы 2015 года: |
| Период                                   | Пара консулов                            | Статус                                   | Должность                                |
| ---------------------------------------- | ---------------------------------------- | ---------------------------------------- | ---------------------------------------- |
| 2015 — 2021                              | Éric Ciotti                              |                                          |                                          |
| 2015 — 2021                              | Caroline Migliore                        |                                          |                                          |

## Состав кантона
Новый кантон в составе округа Ницца сформирован 22 марта 2015 года. По данным INSEE, кантон Туррет-Леванс включает в себя 2 коммуны из состава упразднённого кантона Лантоск: Лантоск и Ютель, 9 коммун из состава упразднённого кантона Левенс: Аспремон, Дюраню, Кастанье, Коломар, Ла-Рокет-сюр-Вар, Левенс, Сен-Блез, Сен-Мартен-дю-Вар и Туррет-Леванс, коммуна Фаликон из состава упразднённого кантона Ницца-13, 3 коммуны из состава упразднённого кантона Рокбийер: Бельведер, Ла-Боллен-Везюби и Рокбийер, 8 коммун из состава упразднённого кантона Сен-Совёр-сюр-Тине: Вальдеблор, Илонс, Клан, Мари, Ремпла, Рубьон, Рур и Сен-Совёр-сюр-Тине, 2 коммуны из состава упразднённого кантона Сен-Мартен-Везюби: Венансон и Сен-Мартен-Везюби, 3 коммуны из состава упразднённого кантона Сент-Этьен-де-Тине: Изола, Сен-Дальмас-ле-Сельваж и Сент-Этьен-де-Тине. Суммарная численность населения кантона — 34 658 человек (2013).
С 22 марта 2015 года кантону подчинено 28 коммун:
| Код INSEE | Коммуна                | Французское название    | Почтовый индекс | Площадь, км² | Население (2013) | Плотность, чел/км² |
| --------- | ---------------------- | ----------------------- | --------------- | ------------ | ---------------- | ------------------ |
| 06006     | Аспремон               | Aspremont               | 06790           | 9,44         | 2179             | 230,8              |
| 06013     | Бельведер              | Belvédère               | 06450           | 75,41        | 640              | 8,5                |
| 06020     | Ла-Боллен-Везюби       | La Bollène-Vésubie      | 06450           | 35,57        | 552              | 15,5               |
| 06034     | Кастанье               | Castagniers             | 06670           | 7,52         | 1540             | 204,8              |
| 06042     | Клан                   | Clans                   | 06420           | 37,79        | 575              | 15,2               |
| 06046     | Коломар                | Colomars                | 06670           | 6,72         | 3318             | 493,8              |
| 06055     | Дюраню                 | Duranus                 | 06670           | 16,10        | 170              | 10,6               |
| 06060     | Фаликон                | Falicon                 | 06950           | 5,17         | 1920             | 371,4              |
| 06072     | Илонс                  | Ilonse                  | 06420           | 40,59        | 173              | 4,3                |
| 06073     | Изола                  | Isola                   | 06420           | 97,98        | 747              | 7,6                |
| 06074     | Лантоск                | Lantosque               | 06450           | 44,76        | 1320             | 29,5               |
| 06075     | Левенс                 | Levens                  | 06670           | 29,85        | 4761             | 159,5              |
| 06080     | Мари                   | Marie                   | 06420           | 14,77        | 91               | 6,2                |
| 06102     | Ремпла                 | Rimplas                 | 06420           | 24,95        | 141              | 5,7                |
| 06103     | Рокбийер               | Roquebillière           | 06450           | 25,92        | 1752             | 67,6               |
| 06109     | Ла-Рокет-сюр-Вар       | La Roquette-sur-Var     | 06670           | 3,99         | 897              | 224,8              |
| 06110     | Рубьон                 | Roubion                 | 06420           | 27,26        | 125              | 4,6                |
| 06111     | Рур                    | Roure                   | 06420           | 40,3         | 205              | 5,1                |
| 06117     | Сен-Блез               | Saint-Blaise            | 06670           | 8,04         | 988              | 122,9              |
| 06119     | Сен-Дальмас-ле-Сельваж | Saint-Dalmas-le-Selvage | 06660           | 81,03        | 125              | 1,5                |
| 06120     | Сент-Этьен-де-Тине     | Saint-Étienne-de-Tinée  | 06660           | 173,81       | 1298             | 7,5                |
| 06126     | Сен-Мартен-дю-Вар      | Saint-Martin-du-Var     | 06670           | 5,59         | 2682             | 479,8              |
| 06127     | Сен-Мартен-Везюби      | Saint-Martin-Vésubie    | 06450           | 97,13        | 1345             | 13,8               |
| 06129     | Сен-Совёр-сюр-Тине     | Saint-Sauveur-sur-Tinée | 06420           | 32,28        | 347              | 10,7               |
| 06147     | Туррет-Леванс          | Tourrette-Levens        | 06690           | 16,5         | 4786             | 290,1              |
| 06151     | Ютель                  | Utelle                  | 06450           | 67,97        | 765              | 11,3               |
| 06153     | Вальдеблор             | Valdeblore              | 06420           | 94,16        | 908              | 9,6                |
| 06156     | Венансон               | Venanson                | 06450           | 17,98        | 152              | 8,5                |